# Рефорд (Північна Кароліна)
Рефорд (англ. Raeford) — місто (англ. city) в США, в окрузі Гоук штату Північна Кароліна. Населення — 4559 осіб (2020).

## Географія
Рефорд розташований за координатами 34°58′50″ пн. ш. 79°13′46″ зх. д. / 34.98056° пн. ш. 79.22944° зх. д. (34.980420, -79.229541).  За даними Бюро перепису населення США в 2010 році місто мало площу 11,06 км², з яких 11,01 км² — суходіл та 0,06 км² — водойми.

## Демографія
Згідно з переписом 2010 року, у місті мешкало 4611 осіб у 1810 домогосподарствах у складі 1135 родин. Густота населення становила 417 осіб/км².  Було 1950 помешкань (176/км²).
Расовий склад населення:
| - 43,6 % — білих - 41,1 % — чорних або афроамериканців - 4,3 % — корінних американців - 1,0 % — азіатів - 0,1 % — вихідців з тихоокеанських островів - 6,2 % — осіб інших рас |

До двох чи більше рас належало 3,7 %. Частка іспаномовних становила 9,6 % від усіх жителів.
За віковим діапазоном населення розподілялося таким чином: 23,8 % — особи молодші 18 років, 59,1 % — особи у віці 18—64 років, 17,1 % — особи у віці 65 років та старші. Медіана віку мешканця становила 39,4 року. На 100 осіб жіночої статі у місті припадало 88,3 чоловіків;  на 100 жінок у віці від 18 років та старших — 83,2 чоловіків також старших 18 років.
Середній дохід на одне домашнє господарство  становив 34 205 доларів США (медіана — 24 599), а середній дохід на одну сім'ю — 42 264 долари (медіана — 29 363). Медіана доходів становила 38 409 доларів для чоловіків та 25 731 долар для жінок. За межею бідності перебувало 42,4 % осіб, у тому числі 62,3 % дітей у віці до 18 років та 12,3 % осіб у віці 65 років та старших.
Цивільне працевлаштоване населення становило 1426 осіб. Основні галузі зайнятості: освіта, охорона здоров'я та соціальна допомога — 33,4 %, виробництво — 20,9 %, роздрібна торгівля — 15,1 %, мистецтво, розваги та відпочинок — 9,7 %.